# Santa Maria d’Oló
Santa Maria d’Oló település Spanyolországban, Barcelona tartományban. Lakosainak száma 1077 fő (2024).

## Földrajza
Santa Maria d’Oló Sant Feliu Sasserra, Oristà, Muntanyola, Santa Eulàlia de Riuprimer, L'Estany, Moià, Avinyó és Sant Bartomeu del Grau községekkel határos.

## Népesség
A település lakosságának változását az alábbi diagram mutatja:
| Lakosok száma | 834  | 1235 | 1176 | 1226 | 1042 | 1047 | 1086 | 1065 | 1025 | 1077 |
|               | 1717 | 1887 | 1936 | 1960 | 1986 | 2004 | 2009 | 2014 | 2019 | 2024 |